# Scherma ai Giochi della II Olimpiade - Fioretto per maestri
La gara di fioretto per maestri di scherma dei Giochi della II Olimpiade si tenne dal 22 al 29 maggio 1900 a Parigi.

## Risultati

### Primo turno
Il primo turno si tenne il 22 e 23 maggio. Gli schermidori si sfidarono in bout uno contro uno in cui era la giuria a scegliere i 43 che avrebbero raggiunto i quarti di finale.
La sistemazione dei bout è sconosciuta.
| Nazione       | Schermidore            |
| ------------- | ---------------------- |
| Francia       | Xavier Anchetti        |
| Francia       | Bergès                 |
| Francia       | Bettenfeld             |
| Francia       | Bormel                 |
| Francia       | Borringes              |
| Francia       | Boulanger              |
| Francia       | Boulège                |
| Francia       | Edmond Brassart        |
| Francia       | Brau                   |
| Francia       | Carrichon              |
| Italia        | Antonio Conte          |
| Francia       | François Delibes       |
| Francia       | Dizier                 |
| Francia       | Michel Filippi         |
| Francia       | Fontaine               |
| Francia       | Gauthier               |
| Francia       | Louis Haller           |
| Francia       | Alphonse Kirchhoffer   |
| Francia       | Laborderie             |
| Francia       | Lucien Largé           |
| Francia       | Georges Lefèvre        |
| Francia       | Lemoine                |
| Francia       | Charles Marty          |
| Francia       | Lucien Mérignac        |
| Francia       | Joseph-Auguste Métais  |
| Francia       | Millet                 |
| Francia       | Jean-Baptiste Mimiague |
| Francia       | Montuel                |
| Francia       | Muller                 |
| Francia       | Pantin                 |
| Francia       | Léopold Ramus          |
| Francia       | Raynaud                |
| Francia       | Ringnet                |
| Francia       | Jules Rossignol        |
| Francia       | Adolphe Rouleau        |
| Francia       | Francis Sabourin       |
| Francia       | Samiac                 |
| Italia        | Italo Santelli         |
| Belgio        | Pierre Selderslagh     |
| Francia       | Ernest Tassart         |
| Belgio        | Cyrille Verbrugge      |
| Francia       | Viquier                |
| Francia       | Yvon                   |
| Francia       | Bersin                 |
| Danimarca     | Jens Peter Berthelsen  |
| Francia       | Bouard                 |
| Francia       | Brun-Biusson           |
| Francia       | Coquelin               |
| Francia       | Coudurier              |
| Francia       | Dassy                  |
| Belgio        | F. Després             |
| Francia       | Dizier                 |
| Ungheria      | Márton Endrédy         |
| Francia       | L. Garnoty             |
| Francia       | Jolliet                |
| Francia       | Masselin               |
| Francia       | Pietory                |
| Gran Bretagna | Eugène Plisson         |
| Haiti         | Léon Thiércelin        |
| Francia       | Wineuwanheim           |

### Quarti di finale
I quarti si tennero il 24 maggio. Gli schermidori si sfidarono in bout uno contro uno in cui era la giuria a scegliere i 10 che avrebbero raggiunto le semifinali e i 33 che avrebbero disputato il ripescaggio.
La sistemzaione dei bout è sconosciuta.
| Nazione | Schermidore            |
| ------- | ---------------------- |
| Italia  | Antonio Conte          |
| Francia | Alphonse Kirchhoffer   |
| Francia | Lucien Mérignac        |
| Francia | Jean-Baptiste Mimiague |
| Francia | Léopold Ramus          |
| Francia | Jules Rossignol        |
| Francia | Adolphe Rouleau        |
| Italia  | Italo Santelli         |
| Belgio  | Pierre Selderslagh     |
| Belgio  | Cyrille Verbrugge      |
| Francia | Xavier Anchetti        |
| Francia | Bergès                 |
| Francia | Bettenfeld             |
| Francia | Bormel                 |
| Francia | Borringes              |
| Francia | Boulanger              |
| Francia | Boulège                |
| Francia | Edmond Brassart        |
| Francia | Brau                   |
| Francia | Carrichon              |
| Francia | François Delibes       |
| Francia | Dizier                 |
| Francia | Michel Filippi         |
| Francia | Fontaine               |
| Francia | Gauthier               |
| Francia | Louis Haller           |
| Francia | Laborderie             |
| Francia | Lucien Largé           |
| Francia | Georges Lefèvre        |
| Francia | Lemoine                |
| Francia | Charles Marty          |
| Francia | Joseph-Auguste Métais  |
| Francia | Millet                 |
| Francia | Montuel                |
| Francia | Muller                 |
| Francia | Pantin                 |
| Francia | Raynaud                |
| Francia | Ringnet                |
| Francia | Francis Sabourin       |
| Francia | Samiac                 |
| Francia | Ernest Tassart         |
| Francia | Viquier                |
| Francia | Yvon                   |

#### Ripescaggio
Il ripescaggio fu diviso in bout ma non sono pervenute informazioni riguardo alla divisione degli schermidori. Dei 33 schermidori solo sei andarono alle semifinali.
| Nazione | Schermidore           |
| ------- | --------------------- |
| Francia | Boulanger             |
| Francia | Michel Filippi        |
| Francia | Louis Haller          |
| Francia | Georges Lefèvre       |
| Francia | Lemoine               |
| Francia | Millet                |
| Francia | Xavier Anchetti       |
| Francia | Bergès                |
| Francia | Bettenfeld            |
| Francia | Bormel                |
| Francia | Borringes             |
| Francia | Boulège               |
| Francia | Edmond Brassart       |
| Francia | Brau                  |
| Francia | Carrichon             |
| Francia | François Delibes      |
| Francia | Dizier                |
| Francia | Fontaine              |
| Francia | Gauthier              |
| Francia | Laborderie            |
| Francia | Lucien Largé          |
| Francia | Charles Marty         |
| Francia | Joseph-Auguste Métais |
| Francia | Montuel               |
| Francia | Muller                |
| Francia | Pantin                |
| Francia | Raynaud               |
| Francia | Ringnet               |
| Francia | Francis Sabourin      |
| Francia | Samiac                |
| Francia | Ernest Tassart        |
| Francia | Viquier               |
| Francia | Yvon                  |

### Semifinali
Nelle semifinali gli schermidori vennero divisi in due pool da otto atleti. I primi quattro si qualificarono per la finale mentre gli altri andarono al pool di consolazione.
Pool A
| Pos. | Nazione | Schermidore          | V | P |
| ---- | ------- | -------------------- | - | - |
| 1    | Francia | Lucien Mérignac      | 7 | 0 |
| 2    | Francia | Alphonse Kirchhoffer | 6 | 1 |
| 3    | Italia  | Antonio Conte        | 5 | 2 |
| 4    | Francia | Léopold Ramus        | 4 | 3 |
| 5    | Francia | Louis Haller         | 2 | 5 |
| 5    | Francia | Lemoine              | 2 | 5 |
| 7    | Francia | Millet               | 1 | 6 |
| 7    | Belgio  | Cyrille Verbrugge    | 1 | 6 |

Pool B
| Pos. | Nazione | Schermidore            | V | P |
| ---- | ------- | ---------------------- | - | - |
| 1    | Francia | Adolphe Rouleau        | 7 | 0 |
| 2    | Francia | Jean-Baptiste Mimiague | 6 | 1 |
| 3    | Francia | Jules Rossignol        | 5 | 2 |
| 4    | Italia  | Italo Santelli         | 4 | 3 |
| 5    | Belgio  | Pierre Selderslagh     | 3 | 4 |
| 6    | Francia | Boulanger              | 1 | 6 |
| 6    | Francia | Michel Filippi         | 1 | 6 |
| 6    | Francia | Georges Lefèvre        | 1 | 6 |

### Pool di consolazione
Ci fu un pool di consolazione i cui risultati sono sconosciuti.
| Pos.    | Nazione | Schermidore        |
| ------- | ------- | ------------------ |
| 1 (9°)  | Francia | Louis Haller       |
| 2 (10°) | Belgio  | Pierre Selderslagh |
| 3 (11°) | Francia | Lemoine            |
| 4 (12°) | Francia | Georges Lefèvre    |
| 5 (13°) | Francia | Boulanger          |
| 6 (14°) | Francia | Millet             |
| 7 (15°) | Belgio  | Cyrille Verbrugge  |
| 8 (16°) | Francia | Michel Filippi     |

### Finale
La finale si tenne il 29 maggio.
| Pos. | Nazione | Schermidore            | V | P |
| ---- | ------- | ---------------------- | - | - |
|      | Francia | Lucien Mérignac        | 6 | 1 |
|      | Francia | Alphonse Kirchhoffer   | 6 | 1 |
|      | Francia | Jean-Baptiste Mimiague | 4 | 3 |
| 4    | Italia  | Antonio Conte          | 4 | 3 |
| 5    | Francia | Jules Rossignol        | 3 | 4 |
| 6    | Francia | Léopold Ramus          | 2 | 5 |
| 7    | Italia  | Italo Santelli         | 0 | 7 |
| 8    | Francia | Adolphe Rouleau        | 3 | 4 |